# Control (filme de 2007)
Control é um filme de 2007 de Anton Corbijn rodado em preto e branco. É um filme biográfico sobre a vida e a morte de Ian Curtis (1956 - 1980), vocalista da banda inglesa de pós-punk Joy Division. O roteiro foi escrito por Matt Greenhalgh e baseia-se no livro Touching from a Distance, escrito pela esposa de Ian Curtis, Deborah, que também co-produziu o filme.
O filme detalha a vida turbulenta do jovem músico, que forjou um novo gênero a partir da cena punk rock britânica dos anos 1970 com a banda Joy Division, que ele liderou de 1977 a 1980. O filme também aborda seu difícil casamento e relações extra-conjugais, bem como suas frequentes crises epiléticas, que sabidamente contribuíram com as circunstâncias que o levaram ao suicídio na véspera da primeira turnê norte-americana do Joy Division.
O título é uma referência a uma música do Joy Division, "She's Lost Control" – acredita-se que a música foi escrita por causa de uma cliente de Ian Curtis enquanto ele trabalhava numa agência de empregos em Manchester, ela era epilética e morreu posteriormente durante uma crise.

## Enredo
Ian Curtis (Sam Riley) e Debbie Woodruff (Samantha Morton) casam-se em 1975 em sua cidade natal, Macclesfield, respectivamente com 18 e 17 anos de idade. Ian, entretanto, rejeita a vida doméstica, preferindo escrever poesia isolado num quarto. Em julho de 1976, eles vão a um concerto dos Sex Pistols com Bernard Sumner (James Anthony Pearson), Peter Hook (Joe Anderson) e Terry Mason (Andrew Sheridan), que estão montando uma banda; encantado pelo que viu no concerto, Ian se propõe a ser o vocalista da banda. Eles nomeiam a banda Warsaw, e Terry assume o papel de empresário com a adição do baterista Stephen Morris (Harry Treadaway). A banda estreia em 19 de maio de 1977 e muda de nome para Joy Division. Ian e Debbie gastam suas economias para a gravação do primeiro EP, An Ideal for Living, em 1978.
Ian trabalha numa agência de empregos e testemunha, impressionado, uma candidata, Corinne Lewis (Nicola Harrison), tendo uma convulsão epiléptica.
O apresentador de TV Tony Wilson (Craig Parkinson) apresenta uma música da banda em seu programa, mas dá pouca atenção. Ian o confronta num bar e ele os chama para tocarem ao vivo no programa. Em abril de 1978, o Joy Divison comparece e sua performance de "Transmission" impressiona Tony e Rob Gretton (Toby Kebbell), que torna-se o novo empresário. Eles fecham contrato com a gravadora Factory Records, com Tony assinando com seu próprio sangue.
Em dezembro de 1978, Ian sofre um ataque convulsivo na estrada, quando a banda voltava de carro do primeiro concerto em Londres. Ele é diagnosticado com epilepsia e recebe medicações que o deixam sonolento e sem ânimo. Ao saber que Corinne morreu após um ataque convulsivo, ele compõe a canção "She's Lost Control". Ian começa a ignorar Debbie, que dá a luz à filha do casal, Natalie, em abril de 1979. Ian deixa seu emprego para sair em turnê, deixando Debbie sozinha para trabalhar e cuidar do bebê.
Durante a turnê europeia do Joy Division em 1980, Ian inicia um relacionamento amoroso com a jornalista belga Annik Honoré (Alexandra Maria Lara) após admitir a ela que levava uma vida miserável em casa, e considerava seu casamento um erro. Ao retornar para casa, Ian diz a Debbie que não tem mais certeza de que a ama. Durante um ensaio de "Love Will Tear Us Apart", Rob informa a banda que eles partirão em 19 de maio para uma turnê pelos Estados Unidos. Debbie vasculha os objetos pessoais de Ian e encontra evidências de sua infidelidade com Annik, e confronta-o. Ele promete terminar o caso, mas continua a vê-la durante as gravações de Closer, em Islington.
Ian sofre um ataque convulsivo no meio de um concerto e é amparado por Annik, que admite estar apaixonada por ele. Ele tenta cometer suicídio ingerindo uma grande quantidade de fenobarbital, mas é salvo pelos médicos. Ian continua a fazer concertos, mas sente-se exausto pela demanda do público e estressado pelos problemas. Durante o concerto no Derby Hall, ele não consegue subir para o palco, e inicia-se um tumulto quando Alan Hempstall (Joseph Marshall), vocalista do Crispy Ambulance, tenta cantar em seu lugar. Ian, conversando com Tony, demonstra sinais de depressão ao dizer que ninguém gosta dele, e que ele é culpado por isso. Quando Debbie descobre que Ian continua vendo Annik, ela pede divórcio. Bernard tenta usar hipnoterapia em Ian, que acaba voltando a morar com os pais. Ele escreve uma carta para Annik admitindo que a ama e que tem medo de morrer num ataque epiléptico.
Em 17 de maio de 1980, duas noites antes do Joy Division embarcar para os Estados Unidos, Ian volta para casa e implora a Debbie que não se divorcie dele. Ela se recusa, e ele grita e a expulsa de casa. Após beber sozinho e escrever uma carta para Debbie, ele tem um outro ataque epiléptico. Ao acordar nas primeiras horas da manhã seguinte, ele enforca-se com o varal da cozinha. Debbie encontra seu corpo e sai desesperada para a rua, pedindo socorro, com o bebê nos braços. A notícia da morte de Ian deixa os demais membros do Joy Division perplexos, e o corpo de Ian é cremado.

## Produção
Corbijn tem sido um fã devoto do Joy Division desde os primeiros dias da banda nos anos 1970. Após mudar-se para a Inglaterra, ele encontrou a banda e tirou várias fotos para a NME, que impulsionaram sua carreira como fotógrafo. Algumas de suas fotos aparecem no filme. Ele também dirigiu o vídeo clipe de Atmosphere, lançado em 1988. Ele disse que o filme mistura-se com sua própria vida de alguma forma. "Fui para a Inglaterra para me aproximar daquela música na época, e estava curtindo muito Joy Division. Trabalhei com eles, tirei fotos deles que se tornaram sinônimo de sua música, e me liguei a eles para sempre. Então oito anos após a morte [de Ian Curtis], fiz o vídeo de Atmosphere, de modo que eu sempre estive ligado a eles."
Control marca a estreia de Corbijn como diretor de cinema, e ele próprio arcou com metade do orçamento de €4,5 milhões, do próprio bolso. O filme foi rodado em cores e impresso em preto e branco para "refletir a atmosfera do Joy Division e o clima da era". Todd Eckert e Orian Williams são os produtores. Deborah Curtis, viúva de Ian Curtis, é co-produtora, junto com Tony Wilson, que morreu meses antes do lançamento do filme. Foi Wilson que deu ao Joy Division sua estreia na TV no programa de variedades local Granada Reports, e também fundou a Factory Records, que lançou a maior parte do trabalho do Joy Division.
Após o término do roteiro do filme em maio de 2005, as filmagens começaram em Nottingham, Manchester e Macclesfield, na Inglaterra, bem como algumas outras locações europeias. A primeira filmagem começou em 3 de julho de 2006 e duraram sete semanas. As tomadas na rua Barton (onde Ian Curtis viveu e morreu) deram-se em 11 e 12 de julho de 2006. A EM Media, uma agência regional de filmes, investiu £250.000 do fundo europeu de desenvolvimento regional na produção de Control, e ajudou durante os trabalhos de filmagem. Samantha Morton (Deborah Curtis) e Toby Kebbell (Rob Gretton) estudaram na Junior TV Workshop em Nottingham.
A filha de Ian e Deborah Curtis, Natalie, estava na platéia como figurante na tomada da apresentação no Derby Hall.

## Elenco
- Ian Curtis – Sam Riley
- Deborah Curtis – Samantha Morton
- Annik Honoré – Alexandra Maria Lara
- Bernard Sumner – James Anthony Pearson
- Peter Hook – Joe Anderson
- Stephen Morris – Harry Treadaway
- Rob Gretton – Toby Kebbell
- Tony Wilson – Craig Parkinson
- Terry Mason – Andrew Sheridan
- Twinny – Robert Shelly
- Nick Jackson – Matthew McNulty
- Martin Hannett – Ben Naylor
- John Cooper Clarke – o próprio

## Lançamento
A Weinstein Company comprou os direitos para o lançamento do filme na América do Norte após a bem-sucedida apresentação em Cannes. 
As cópias em DVD foram lançadas no Reino Unido em 11 de fevereiro de 2008.

### Bilheteria
O filme arrecadou cerca de US$8.159.508, sendo que 71% da receita veio de países fora do Reino Unido. Ele ocupa a 32ª posição de arrecadação de bilheteria (não ajustado pela inflação), abaixo de 24 Hour Party People e acima de What We Do Is Secret entre os filmes do mesmo gênero de biografia musical.

## Recepção
Peter Bradshaw, crítico de cinema chefe do The Guardian, considera Control como "o melhor filme do ano: uma suave, sombriamente engraçada, e soberba cinebiografia de Curtis". O crítico de cinema Roger Ebert, deu ao filme 3.5 estrelas, em uma classificação em que a nota máxima é 4 estrelas, e escreveu que "a realização extraordinária de Control é que ao mesmo tempo que ele funciona como uma cinebiografia, ele é a história de uma vida."
No site agregador de análises Rotten Tomatoes, o filme recebeu classificação 87%, sendo que 93 de 107 críticos deram ao filme classificação positiva. O Metacritic deu ao filme uma classificação média 78 de 100, com base em 27 críticas, considerando que o filme teve "opiniões geralmente favoráveis".
No entanto, alguns críticos discordam da maioria e deram opiniões negativas ao filme. Como Ray Bennett da Reuters, que deu ao filme classificação de "decepcionante".

### Reação dos membros da banda
Peter Hook e Stephen Morris, dois dos membros fundadores do Joy Division, em geral elogiaram o filme. No entanto, Morris contestou a sua precisão, dizendo: "Nada disso é verdade realmente", mas reconheceu a necessidade de aumentar os fatos, porque "a verdade é muito chata". Hook criticou a reação do público na pré-estreia, por bater palmas ao fim da apresentação. "Seria melhor, um digno silêncio".
Após a exibição do filme em Cannes, Hook comentou que "sabia que era um grande filme e que seria muito bem recebido, porque mesmo tendo duas horas de duração, apenas duas pessoas foram ao banheiro durante o tempo todo. Na verdade, um dos deles foi Bernard e a outra era uma mulher de 70 anos de idade".

## Imprecisões históricas
- O filme mostra Ian Curtis unindo-se ao Joy Division quando Bernard Sumner, Peter Hook e Stephen Morris já estavam na banda. Na verdade, a banda teve uma sucessão de bateristas (incluindo Terry Mason, antes de se tornar o empresário da banda) antes de Stephen Morris, que foi admitido em grande parte por ter sido colega de Ian Curtis no colégio.
- Ao contrário do boato, Tony Wilson não assinou o contrato com seu próprio sangue. O Joy Division sequer assinou um contrato com a Factory Records.
- Quando se casou com Deborah Curtis, Ian Curtis tinha um corte de cabelo curto. No filme, na cena em que estão se casando, ele tem cabelos longos.
- O sobrenome de Stephen Morris tem apenas um S, e não dois, como dito por Tony Wilson.
- A casa original de Ian e Deborah Curtis, número 77 da rua Barton em Macclesfield, foi usada no filme. Entretanto, o casal não passou toda a vida de casados lá; eles viveram com os avós de Ian em Hulme, Manchester, ocupado uma casa em Chadderton Oldham antes de comprarem a casa de dois quartos da rua Barton.
- A performance no Granada Reports, no dia 20 de setembro de 1978, conforme mostrada no filme, mostra a banda tocando Transmission ao invés de Shadowplay, a música que eles realmente tocaram.[15] A banda tocou Transmission no programa Something Else, da BBC2, no dia 15 de setembro de 1979.[16]
- A cadela de Ian e Deborah, Candy, não aparece no filme, apesar de Ian carregar uma foto dela em sua maleta.
- Perto do final do filme, Ian retorna à casa de seus pais em Macclesfield para morar com eles. De acordo com o livro, nesta época seus pais viviam em Moston, Manchester.

## Trilha sonora
| Críticas profissionais | Críticas profissionais |
| Avaliações da crítica  | Avaliações da crítica  |
| Fonte                  | Avaliação              |
| ---------------------- | ---------------------- |
| Allmusic               | link                   |

O The Killers fez um cover da canção "Shadowplay" do Joy Division exclusivamente para a trilha sonora do filme, que também leva canções originais de David Bowie e Buzzcocks. Porém, as performances ao vivo do Joy Division mostradas ao longo do filme foram feitas pelos próprios atores. O New Order também cedeu algumas composições para a trilha incidental do longa.

### Lista de reprodução
| N.º | Título                            | Artista                | Duração |  |
| 1.  | "Exit"                            | New Order              | 1:14    |  |
| 2.  | "What Goes On"                    | The Velvet Underground | 5:07    |  |
| 3.  | "Shadowplay"                      | The Killers            | 4:11    |  |
| 4.  | "Boredom" (ao vivo)               | Buzzcocks              | 3:07    |  |
| 5.  | "Dead Souls"                      | Joy Division           | 4:51    |  |
| 6.  | "She Was Naked"                   | Supersister            | 3:53    |  |
| 7.  | "Sister Midnight"                 | Iggy Pop               | 4:18    |  |
| 8.  | "Love Will Tear Us Apart"         | Joy Division           | 3:26    |  |
| 9.  | "Hypnosis"                        | New Order              | 1:35    |  |
| 10. | "Drive in Saturday"               | David Bowie            | 4:31    |  |
| 11. | "Evidently Chickentown" (ao vivo) | John Cooper Clarke     | 0:31    |  |
| 12. | "2HB"                             | Roxy Music             | 4:29    |  |
| 13. | "Transmission"                    | Control cast           | 3:02    |  |
| 14. | "Autobahn"                        | Kraftwerk              | 11:23   |  |
| 15. | "Atmosphere"                      | Joy Division           | 4:33    |  |
| 16. | "Warszawa"                        | David Bowie            | 6:21    |  |
| 17. | "Get Out"                         | New Order              | 2:42    |  |